# Denkmalgeschützte Objekte im Okres Trnava

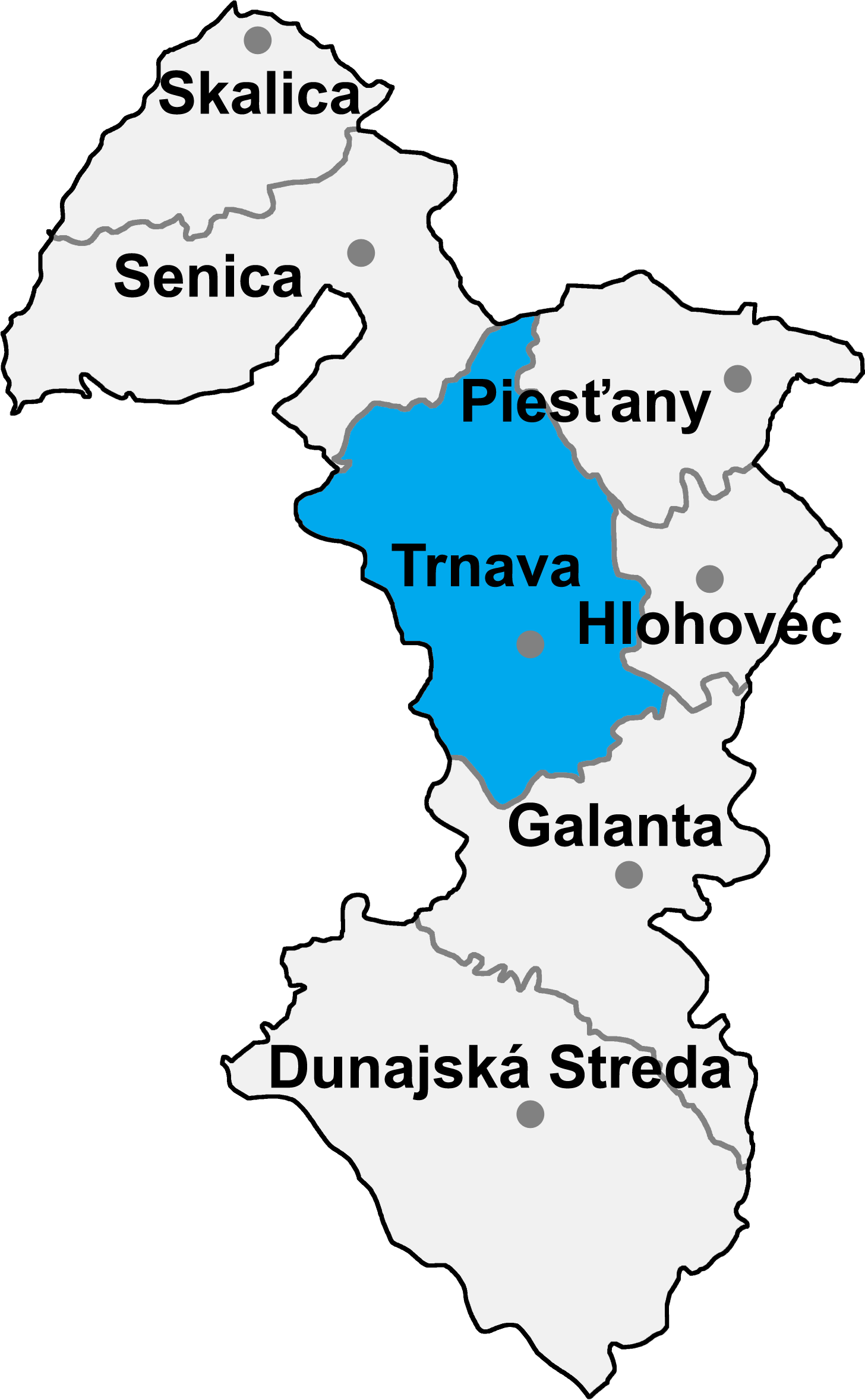

Im Okres Trnava bestehen 305 denkmalgeschützte Objekte. Die unten angeführte Liste führt zu den Gemeindelisten und gibt die Anzahl der Objekte an. In Gemeinden, die nicht verlinkt sind, existieren keine geschützten Objekte.
| Gemeindeliste                           | Objektanzahl |
| --------------------------------------- | ------------ |
| Biely Kostol (Weißkirchen)              | 1            |
| Bíňovce (Binowetz)                      | 1            |
| Bohdanovce nad Trnavou (Bogdanowitz)    | 3            |
| Boleráz (Frauendorf)                    | 1            |
| Borová (Joachimsthal)                   | 1            |
| Brestovany (Brestowan)                  | 2            |
| Bučany                                  | 2            |
| Buková (Bixard)                         | 1            |
| Cífer (Ziffer)                          | 6            |
| Dechtice (Dechtitz)                     | 7            |
| Dlhá (Langendorf)                       | 2            |
| Dobrá Voda (Gutwasser)                  | 9            |
| Dolná Krupá (Unterkrupa)                | 6            |
| Dolné Dubové (Unterdubowan)             | 2            |
| Dolné Lovčice                           | 0            |
| Dolné Orešany (Unternußdorf)            | 4            |
| Horná Krupá (Oberkrupa)                 | 0            |
| Horné Dubové (Oberdubowan)              | 1            |
| Horné Orešany (Deutschnußdorf)          | 2            |
| Hrnčiarovce nad Parnou (Dorfneustadt)   | 1            |
| Jaslovské Bohunice                      | 0            |
| Kátlovce (Katlowitz)                    | 1            |
| Košolná (Kesselsdorf)                   | 1            |
| Križovany nad Dudváhom                  | 1            |
| Lošonec (Loschonz)                      | 2            |
| Majcichov                               | 3            |
| Malženice (Malschenitz)                 | 4            |
| Naháč                                   | 2            |
| Opoj                                    | 0            |
| Pavlice (Pald)                          | 0            |
| Radošovce (Radoschowetz)                | 0            |
| Ružindol (Rosenthal)                    | 1            |
| Slovenská Nová Ves (Slowakisch-Neudorf) | 1            |
| Smolenice (Smolenitz)                   | 10           |
| Suchá nad Parnou (Dürnbach)             | 4            |
| Šelpice (Schelpitz)                     | 0            |
| Špačince (Spatzing)                     | 3            |
| Šúrovce (Schur)                         | 0            |
| Trnava (Tyrnau)                         | 206          |
| Trstín (Nadasch)                        | 5            |
| Vlčkovce (Farkaschin)                   | 0            |
| Voderady                                | 4            |
| Zavar                                   | 5            |
| Zeleneč (Silinz)                        | 0            |
| Zvončín                                 | 0            |